# Handling Ships
Handling Ships és una pel·lícula d'animació de John Vas Halar realitzada al Regne Unit el 1945. Handling Ships és el primer llargmetratge d'animació britànica en Technicolor. Aquesta pel·lícula de mirada didàctica no ha estat projectada en sales i no estava destinada a ser-ho. Aparentment satisfets per aquesta eina de formació, l'Almirallat demanaria la realització d'una continuació, Submarine Control.
No seria fins al 1954 que John Halas i la seva esposa Joy Batchelor abordarien el llargmetratge d'animació de ficció, amb “La Granja Dels Animals”, de George Orwell.

## Argument
Tal com suggereix el seu títol, aquesta pel·lícula pedagògica és un guia de navegació molt precisa. Les maniobres més complexes són explicades i escenificades amb l'ajuda d'esquemes i de maquetes en tres dimensions.

## Història
Després de seguir carreres independents en animació, John Halas i Joy Batchelor van començar a treballar junts el 1938, i van fundar Halas i Batchelor el 1940 per crear pel·lícules d'informació de guerra i propaganda. Aproximadament van crear 70 pel·lícules pel Ministeri d'Informació, l'oficina de guerra, i l'Almirallat durant el curs de la Segona Guerra Mundial; la majoria eren curts pensats per millorar la moral o esperonar l'increment de les contribucions a l'esforç de guerra, com la  Dubstin Parade  sobre reciclatge i Filling the Gap, sobre treballar al jardí.
Halas i Batchelor també van crear una sèrie de dibuixos animats anti-feixistes per l'Orient Mitjà; protagonitzats per un noi àrab nomenat Abu, que "era atret i desencaminat per les forces de Hitler i Mussolini." La pesada càrrega de treball (els estudis en un moment determinat creaven un curt cada tres setmanes) i els pressupostos mínims suposaven que la norma fossin les animacions simples amb històries senzilles
A Halas i a Batchelor l'Almirallat els va encarregar una pel·lícula per a aprenents de navegació de la Royal Navy; segons Halas, la intenció era "impedir que la gent jove de conduis un vaixell com si fos un cotxe." La pel·lícula no era de propaganda, sinó que havia de servir com una guia per a maniobrar i pilotar vaixells, junt amb aspectes generals del control d'un vaixell.